# 圣乔瓦尼-拉蓬塔
圣乔瓦尼-拉蓬塔（義大利語：San Giovanni la Punta）是意大利西西里大区卡塔尼亞廣域市的一个市镇。总面积10平方公里，人口22276人，人口密度2227.6人/平方公里（2009年）。ISTAT代码为087041。

## 著名人物
- 胡子義 SDB（1915-2017），在澳門九澳服務麻瘋病人長達四十七年